# Давід Мікулеску
Давід Рауль Мікулеску (рум. David Raul Miculescu, нар. 2 травня 2001) — румунський футболіст, нападник клубу «Стяуа».

## Клубна кар'єра
Мікулеску приєднався до молодіжної команди УТА (Арад) навесні 2016 року після того, як раніше виступав за академію клубу «Електрика» (Тімішоара), Академію Георге Хаджі та Академію «Атлетіко Мадрид» у Бухаресті.
За першу команду УТА дебютував 23 вересня 2017 року у віці 16 років, вийшовши на заміну на 78-й хвилині замість Аміра Жорзи в матчі Ліги II проти «Олімпії» з Сату-Маре (0:1). 9 березня 2019 року Мікулеску забив свій перший гол за клуб, зрівнявши рахунок у домашній грі проти «Полі Тімішоара» (2:1). У наступному сезоні 2019/20 років він забив три голи в 25 матчах, а УТА стала чемпіоном Ліги ІІ і вийшла до вищого дивізіону.
Мікулеску дебютував у Лізі I 28 вересня 2020 року в гостьовій грі проти столичного «Динамо» (0:1) і вперше забив 20 квітня 2021 року в іншій грі проти цього ж суперника, принісши своїй команді перемогу 1:0. Також в матчі проти «динамівців» (2:2) 2 жовтня 2021 року Мікулеску відзначився своїм першим дублем у кар'єрі.
22 квітня 2022 року Мікулеску продовжив контракт з рідним клубом до 2024 року. А вже 1 серпня 2022 року Мікулеску перейшов у «Стяуа» після того, як клуб активував його відступну суму в 1,7 мільйона євро. Нападник підписав п'ятирічний контракт і отримав футболку з номером 11. Через два дні він дебютував за «армійців» у стартовому складі в матчі третього кваліфікаційного раунду Ліги конференцій проти словацького клубу ДАК 1904 (1:0). 6 серпня 2022 року Мікулеску дебютував за столичний клуб і у Лізі I проти «Міовені» (1:1), забивши гол головою. У свій перший сезон у Бухаресті він загалом провів 36 матчів у чемпіонаті, з яких він лише 11 у старті, і забив три голи. У 2024 році виграв з командою чемпіонат і Суперкубок Румунії.

## Виступи за збірну
Давид Мікулеску провів 5 ігор за юнацьку збірну Румунії до 18 років і чотири матчі за команду до 19 років, забивши по одному голу.
7 вересня 2021 року дебютував у молодіжній збірній Румунії в матчі проти Грузії (1:1). У 2023 році з командою брав участь у домашньому молодіжному чемпіонаті Європи, де зіграв у одному матчі, а румуни посіли останнє місце у групі.

## Стиль гри
Високий і фізичний гравець, Мікулеску окрім основної позиції центрального нападника може також зіграти у півзахисті на позиції атакувального гравця, або на позиції вінгера, бажано на правому фланзі.

## Особисте життя
Батько Давіда, Валентин, також був професійним футболістом. Будучи нападником, він теж грав за УТА (Арад).

## Досягнення
- Чемпіон Румунії (2):

«ФКСБ»: 2023/24, 2024/25
- Володар Суперкубка Румунії (2):

«ФКСБ»: 2024, 2025